# アヴュリー

アヴュリーの紋章

アヴュリーの紋旗

アヴュリー Avullyはスイス連邦、ジュネーヴ州の西部、ローヌ川左岸に位置する基礎自治体(コミューンcommune)。ジュネーヴ州のアヴュジー、シャンシー、カルティニー、ローヌ川をはさんでダルダニーのコミューン、フランス、アン県に囲まれている。

## データ
- 面積:4.59 km²
- 人口:1752人(2008年1月)